# Соч (Штефан-чел-Маре, Нямц)
Соч (рум. Soci) — село у повіті Нямц в Румунії. Входить до складу комуни Штефан-чел-Маре.
Село розташоване на відстані 289 км на північ від Бухареста, 15 км на північний схід від П'ятра-Нямца, 83 км на захід від Ясс.

## Населення
За даними перепису населення 2002 року у селі проживали 165 осіб, усі — румуни. Усі жителі села рідною мовою назвали румунську.